# BOTAŞ
A BOTAŞ török állami tulajdonú kőolaj- és földgázipari vállalat, amely csővezetékeket működtet és kereskedik. 1974-ben jött létre, mint a Türkiye Petrolleri Anonim Ortaklığı (TPAO) magáncég leányvállalata. 1995 óta teljesen állami tulajdonban van.

## Története
Eredetileg a Kirkuk–Ceyhan-olajvezeték építésére és üzemeltetésére hozták létre. 1978 óta a földgázszállításban és kereskedelemben is tevékenykedik. 1990. február 9. és 2001. május 2. között monopóliuma volt a földgáz törökországi importjára, elosztására és árazására. A gyakorlatban ez a monopólium meg később is fennállt, egészen 2007-ig, amikor a Royal Dutch Shell és a Bosphorus Gaz (a Gazprom, az Enerko és az Avrasya vegyesvállalata) megkezdte a földgáz árusítását az országban.

## Csővezetékek
A Kirkuk–Ceyhan-olajvezeték mellett a BOTAŞ birtokolja és működteti a Ceyhan-Kırıkkale, Batman-Dörtyol, és a Şelmo-Batman olajvezetékeket. Az övé a 4500 kilométer hosszú török nemzeti földgázvezeték-hálózat és a Marmara Ereğlisi cseppfolyós földgáz (LNG) import terminál is.
A nemzetközi színtéren részt vesz a Baki–Tbiliszi–Ceyhan-kőolajvezeték, az Arab gázvezeték Szíria és Törökország közti szakasza és a Törökország–Görögország-gázvezeték projektjeiben. A Nabucco gázvezeték hat konzorciumi tagjának egyike.

## Külső hivatkozások
- Honlapja